# Weduwe H. Bontamps

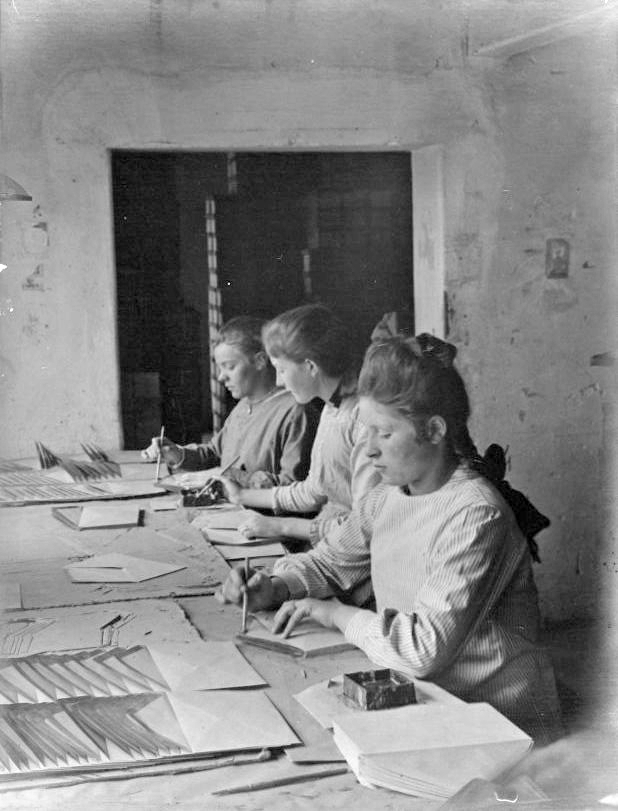
Medewerksters van de firma Bontamps gommen 6000 tot 7000 enveloppen per dag met de hand, alleen bij kleine partijen en incourante maten (ca. 1919).

De firma Weduwe H. Bontamps in de Nederlandse plaats Venlo, was een toonaangevende enveloppenfabriek in Nederland.

## Geschiedenis

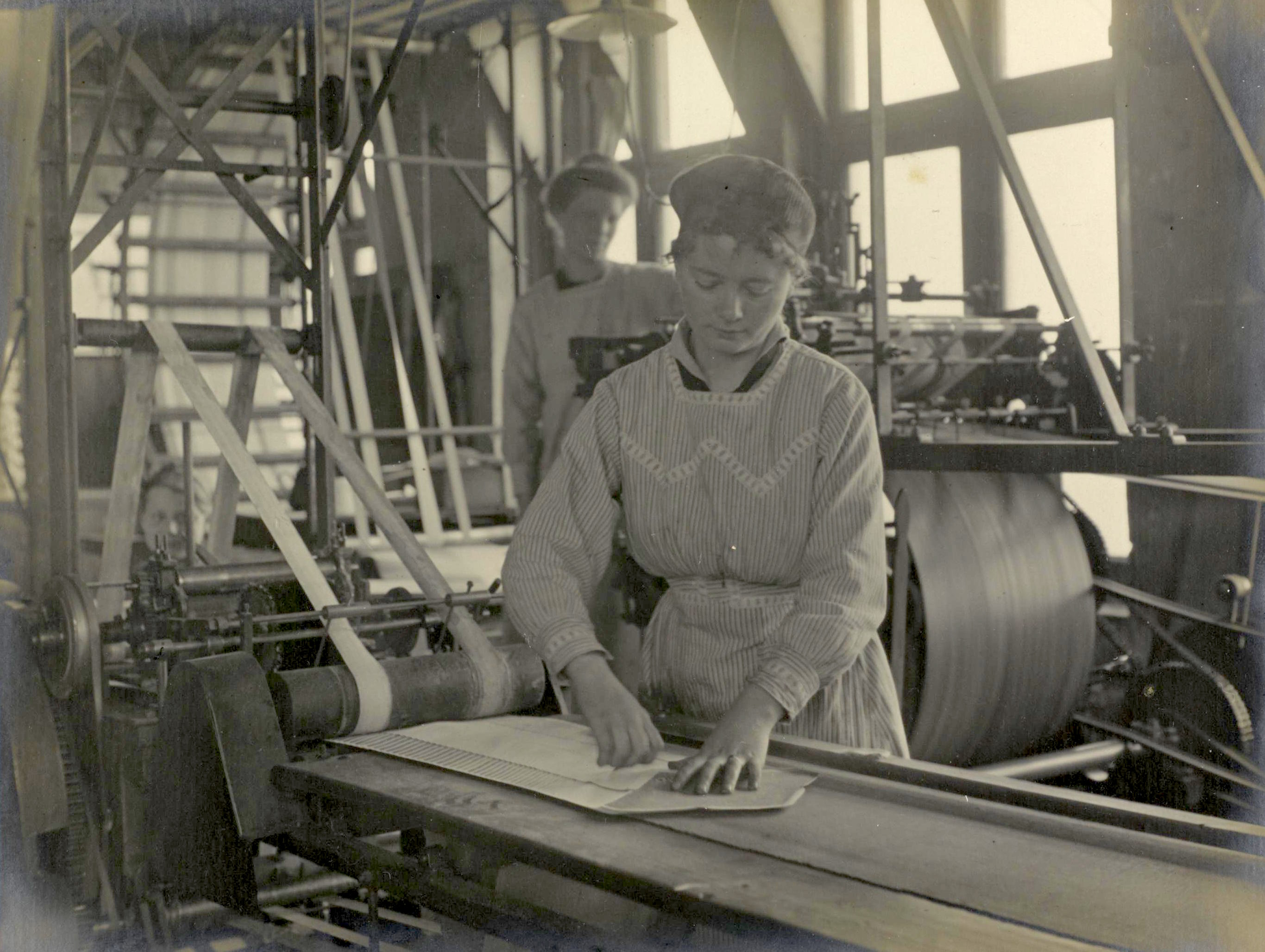
Een meisje legt na een leertijd van 2 tot 3 maanden 80.000 tot 100.000 ongevouwen enveloppen per dag op de roterende toevoerband van de automatische gommachine (1919)

Het bedrijf werd in 1734 opgericht door Hendrik Korsten in zijn woonhuis aan de Maasstraat in Venlo en was daarmee de eerste Venlose drukkerij. Aanvankelijk werden er boeken en brochures van goede kwaliteit gedrukt, meestal over religieuze onderwerpen, die goed verkochten. Van 1792 tot 1794 gaf het bedrijf de eerste Venlose krant uit, de Algemeene Staatkundige Nieuwsberichten. Naast de vestiging in Geldern, die reeds onder leiding van Hendrik Korsten tot stand was gekomen, werd er een in Luik geopend. Stoomwerktuigen werden gebruikt om de productie uit te breiden met enveloppen, schoolschriften, registers en andere kantoorbenodigdheden. Rond 1900 had het bedrijf een honderdtal mensen in dienst, die werkten met de modernste machines. De firma had vestigingen in Amsterdam, Rotterdam, Parijs, Bern, Londen en Batavia (tegenwoordig Jakarta).
Nadat het bedrijf in 1905 met het uitgeven van het laatste gedrukte boek de boekdrukkerij had opgegeven, bloeide het gedurende de eerste twee decennia van de 20e eeuw, zelfs tijdens de Eerste Wereldoorlog. In de jaren twintig begon echter de neergang van wat eens de belangrijkste Venlose firma was. Door de sterke concurrentie uit het buitenland (vooral Duitsland) en de oprichting van twee enveloppenfabrieken in Venlo kwam het bedrijf in moeilijkheden. Op 15 december 1935 trad de firma in liquidatie, maar een faillissement bleef uit omdat de schuldeisers afstand deden van van een groot deel van hun vorderingen.